# Villas Revue
Villas Revue – spektakl rewiowy Violetty Villas z 1968 roku, wyreżyserowany i sfinansowany przez artystkę. Premiera miała miejsce w warszawskiej Sali Kongresowej. Większość z piosenek wykorzystanych w widowisku, Villas nagrała w inscenizowanym recitalu Śpiewa Violetta Villas.

## Opis
Villas Revue był połączeniem opery i musicalu, utrzymanym w konwencji amerykańskiej rewii. Artystka wykorzystała w nim ówczesne standardy światowej muzyki rozrywkowej, takie jak m.in. Strangers in the night Franka Sinatry czy rosyjski romans Oczy czarne.
Ekipę artystyczną stanowiła kilkudziesięcioosobowa orkiestra, tancerze, chór oraz zespół akrobatyczny Mortale.

## Repertuar
Otwarcie widowiska
Villas Revue otwierała aria Libiamo ne lieti calici z opery La Traviata Giuseppe Verdiego, wykonywana w towarzystwie sześciu par tancerzy, co stanowiło odniesienie do amerykańskiego spektaklu rewiowego Casino de Paris. Po występie konferansjer, Hanka Bielicka wprowadzała publiczność w tematykę widowiska, przedstawiała postać Violetty Villas.
Część główna
Villas na główny repertuar widowiska wybrała piosenki amerykańskie: Strangers in the night z repertuaru Franka Sinatry, My heart belongs to daddy z musicalu Leave it to me!, This is my song z filmu Hrabina z Hongkongu oraz jedną pieśń rosyjską Oczy czarne. Do każdej piosenki zmieniano dekoracje i kostiumy.
Finał
Widowisko posiadało dwa finały. Pierwszym było połączenie dwóch arii z opery Carmen Georges’a Bizeta – L'amour est un oiseau rebelle i Votre toast, wykonywane na wzór oryginalnej opery, z towarzystwem chóru i baletu. Drugą częścią finału była parafraza broadwayowskiego musicalu Hello, Dolly!, a konkretnie aria musicalowa pod tym samym tytułem.